# Skoky do vody na Letních olympijských hrách 1924
Na Letních olympijských hrách v Paříži v roce 1924 se v disciplíně skoky do vody konalo pět závodů: 

## Medailisté

### Muži
| Kategorie      | Zlato                                       | Stříbro                                        | Bronz                                            |
| -------------- | ------------------------------------------- | ---------------------------------------------- | ------------------------------------------------ |
| Prkno 3 m      | Albert White · Spojené státy americké (USA) | Pete Desjardins · Spojené státy americké (USA) | Clarence Pinkston · Spojené státy americké (USA) |
| Věž 10 m       | Albert White · Spojené státy americké (USA) | David Fall · Spojené státy americké (USA)      | Clarence Pinkston · Spojené státy americké (USA) |
| Věž (5 a 10 m) | Dick Eve · Austrálie (AUS)                  | John Jansson · Švédsko (SWE)                   | Harold Clarke · Velká Británie (GBR)             |

### Ženy
| Kategorie | Zlato                                              | Stříbro                                            | Bronz                                               |
| --------- | -------------------------------------------------- | -------------------------------------------------- | --------------------------------------------------- |
| Prkno 3 m | Elizabeth Beckerová · Spojené státy americké (USA) | Aileen Rigginová · Spojené státy americké (USA)    | Caroline Fletcherová · Spojené státy americké (USA) |
| Věž 10 m  | Caroline Smithová · Spojené státy americké (USA)   | Elizabeth Beckerová · Spojené státy americké (USA) | Hjördis Töpelová · Švédsko (SWE)                    |

## Přehled medailí
| Pořadí | Země                   | Zlato | Stříbro | Bronz | Celkově |
| ------ | ---------------------- | ----- | ------- | ----- | ------- |
| 1.     | Spojené státy americké | 4     | 4       | 3     | 11      |
| 2.     | Austrálie              | 1     | 0       | 0     | 1       |
| 3.     | Švédsko                | 0     | 1       | 1     | 2       |
| 4.     | Velká Británie         | 0     | 0       | 1     | 1       |
|        |                        |       |         |       |         |
| Celkem | Celkem                 | 5     | 5       | 5     | 15      |